# Bankmore Star
Bankmore Star war ein gemischtreligiöser Amateur-Fußballverein in  Belfast, der 1972/73 aufgrund des Bürgerkriegs in Nordirland aufgelöst wurde.
Bedeutung erlangte dieser Sportclub, weil er in die Blutfehde, des damals 50 Jahre währenden Kampfes Irlands um seine Unabhängigkeit geraten war. Insgesamt wurden vier Spieler auf offener Straße erschossen, weil Fanatiker das gemeinsame sportliche Auftreten von protestantischen und katholischen Spielern nicht dulden wollten. Vollends geklärt wurde das Geheimnis der Fußballclub-Morde nie.

## Der Verein und sein Spielbetrieb
Das Gründungsjahr ist unbekannt. 1971 hatte der Verein 24 Mitglieder, die Spieler der Mannschaft – sechs Protestanten und fünf Katholiken – waren zusammen im Viertel um die Ormeau Road aufgewachsen, gekickt wurde in den Farben Irlands: Grün-Weiß-Orange.
Bankmore Star machte in der Willowfield League mit, einem damals zehn Jahre alten Verband, vergleichbar den Bunten Ligen in Deutschland. Hier spielten 18 Clubs, Werksmannschaften wie Harland and Wolff Welders (die Schweißer der Schiffswerft Harland and Wolff), Straßenteams wie Cupar (benannt nach der Cupar Street) oder Deaf United (die Gehörlosen-Spielvereinigung), alljährlich den Henry-McWilliam-Pokal aus. Benannt war die Trophäe nach ihrem Stifter, einem Belfaster Fußballenthusiasten, der später nach Kanada ausgewandert war.
Die Spiele wurden an den Samstagnachmittagen ausgetragen, Anpfiff war um 14:30 Uhr. Meistens kickte man auf einem der 54 Spielfelder des Belfast Park Department. Das kostete Gebühren, und weil dort viel mehr Mannschaften spielen wollten, als Spielflächen vorhanden waren, mussten lange im Voraus Zeitpläne erstellt werden.
Das Jahr 1971 schien für die Grün-Weiß-Orangen das erfolgreichste ihrer Vereinsgeschichte zu werden, als sie zu einem Siegeslauf ansetzten. Abseits des Fußballfeldes jedoch wurde bald das Ende des Clubs eingeläutet.

## Die Ereignisse
Am Abend des 13. März 1972 klingelte es beim 19-jährigen katholischen Installateur-Lehrling und Bankmore-Rechtsaußen Patrick McCrory an der Tür. Als er öffnete, wurde er von zwei Personen erschossen. Er starb an einem Schuss in den Rücken.
Am 12. Juli 1972 hörten Bewohner der Springhill Avenue in West-Belfast um vier Uhr morgens Schussgeräusche, Spaziergänger fanden etwa vier Stunden später einen leblosen Körper neben einem Fabrikgebäude. Gestorben war er durch einen Kopfschuss, sein Gesicht war mit einem Kopfkissenbezug bedeckt. Der Tote war der 21-jährige Protestant David Colin Poots, Bäcker von Beruf. Auch er gehörte den Bankmore Stars an.
Am 6. September 1972 wurde mit dem 21-jährigen Mühlenarbeiter Samuel Boyde das dritte Mitglied des Clubs – wenn auch kein Spieler der Mannschaft – ermordet. Ihm war zuvor eine Warnung übersandt worden, ein Buch, dessen Inhalt sich so zusammenfassen lässt: „Tom Moody, ein Protestant, heiratete Aileen O’Meara, eine Katholikin. Eine Woche nach der Hochzeit wird Moody getötet.“ Samuel Boyde hatte die Katholikin Rosemary Seales geheiratet und war sogar zum römisch-katholischen Glauben konvertiert. Spielende Kinder entdeckten seine Leiche in einem Garten, Schusswunden in Kopf und Brust, bedeckt mit einem blutigen Tuch.
Auch der 23-jährige Robert Millen erhielt vor seiner Ermordung einen Warnbrief, dem ein Gewehrgeschoss beilag. „Du bist der Nächste!“, hieß es darin. Außerdem enthielt das Schreiben eine Todesliste mit den Namen von neun Männern, einschließlich des Bankmore-Fußballers. Zehn Tage später, in der Nacht des 13. April 1973, wurde der 23-jährige Protestant in der Nähe einer großen Methodisten-Kirche vom fahrenden Auto aus erschossen.
Mordanschläge wurden auch auf den Bankmore-Teammanager und zwei weitere Spieler verübt. Die Schüsse verfehlten jedoch ihr Ziel. Daraufhin löste sich der Verein auf.

## Ursachenforschung
Bis zum Tod von Samuel Boyde, immerhin schon das dritte Opfer aus den Reihen des Vereins, waren die Mitglieder von Bankmore Star der Ansicht gewesen, die Mordserie sei, was den Club betrifft, eher eine Häufung von Zufällen gewesen. Danach begann man umzudenken, versteckte sich, mied die Spiele und die Vereinsveranstaltungen. Wegen ausbleibender Beiträge wurden die Bankmore Stars bald aus der Willowfield League ausgeschlossen. Aber es nützte nichts: Die Mörder fanden weitere Opfer aus den Reihen der Stars. Der Killer schien verrückt zu sein, erklärte der Leichenbeschauer von Belfast nach der Untersuchung des Todes von Patrick McCrory, des ersten Opfers.
Einer wahrscheinlicheren Erklärung schloss sich Walter Gloede, seinerzeit leitender Redakteur beim Magazin Der Spiegel an: „Der Club durchbrach die Religions-Schranken. Deshalb erschien die Bankmore-Mannschaft den Radikalen als unzumutbares Beispiel.“
Diese These vertreten auch Martin Dillon und Denis Lehane in ihrem Buch Political Murder in Northern Ireland (Seite 209): “The Bankmore Star soccer team was a casualty of the deterioration in community relations from 1968 onwards, in more ways than just its disbandment. [...] It would appear that the Bankmore Star football team had been earmarked for special attention by the assassins - probably because its composition crossed sectarian boundaries and seemed to suggest that Protestants and Roman Catholics in Northern Ireland could live in peace with each other” (deutsch: „Die Fußballmannschaft von Bankmore Star war ein Opfer der sich seit 1968 verschlechternden gesellschaftlichen Beziehungen, und das über die Auflösung des Klubs hinaus. [...] Es scheint, dass die Attentäter die Spieler von Bankmore Star mit besonderer Aufmerksamkeit bedacht hatten – wahrscheinlich weil die Zusammensetzung der Mannschaft konfessionelle Grenzen überschritt und ein Zeichen dessen war, dass Protestanten und Katholiken in Nordirland friedlich zusammenleben konnten“).
Gegen diese These spricht sich Joseph Murdoch, damals Generalsekretär der Willowfield League aus: „Das ist alles Unsinn. Viele der Mannschaften in der ‚Liga’ waren gemischte Teams mit Spielern beider Religionen.“
Robert Cantwell vermutete in The Shattered Face of Belfast Sport (deutsch: Das zertrümmerte Gesicht des Belfaster Sports), dass das Geheimnis um die Fußballclub-Morde für immer ein Geheimnis bleiben wird, weil keine Institution in Belfast in der Lage sein werde, Licht ins Dunkel zu bringen. Er stellt in den Raum, dass religiöse Gegensätze auch als Vorwand für seit langem bestehende Konflikte aller Art ausgenutzt worden sein könnten.